# Агенција за статистику Републике Косово
Агенција за статистку Републике Косово (алб. Agjencia e Statistikave të Kosovës, ACK) је национални завод за статистику Републике Косово.

## Историја
Основана је 1999. као независна агенција. Након доношења Декларације о независности Косова, Агенција је организовала први попис становништва на Косову 2011. Подржавају га међународне организације и статистичке агенције, попут ОЕБС, Уједињених нација, итд.